# 中川公成
中川 公成（なかがわ ただしげ、1962年5月25日 - ）は、日本中央競馬会(JRA)・美浦トレーニングセンターに所属する調教師。高知県高知市出身。

## 来歴
1989年5月にJRA競馬学校厩務員課程に入学。同年9月に美浦・藤沢和雄厩舎の厩務員となり、1990年4月からは美浦・石毛善衛厩舎の調教助手となる。1998年3月からは美浦・萱野浩二厩舎に移籍した。
2005年度新規調教師免許試験に合格。2006年1月21日、美浦・相沢郁調教師への臨時貸付期間終了に伴い、新規開業。同年3月25日、中京2Rでシャンフェンが1着となり、初出走から通算18戦目でJRA初勝利を挙げた。
2014年5月6日、兵庫チャンピオンシップをエキマエで制し、初の重賞勝利を達成。同年8月23日、札幌12R（支笏湖特別）をゴールドアクターで制し、開業から通算1841戦目で通算100勝を達成した。
2015年11月8日、アルゼンチン共和国杯をゴールドアクターで制し、開業10年目で初のJRA重賞勝利。ゴールドアクターは同年12月27日の有馬記念でも1着となり、厩舎に初のG1制覇をもたらした。
2020年10月25日、新潟7Rをキョウエイパラストで制し、開業から通算3248戦目で通算200勝を達成した。

## 調教師成績

### 概要
|               | 日付           | 競馬場・開催  | 競走名                     | 馬名               | 頭数 | 人気 | 着順 |
| ------------- | -------------- | ------------- | -------------------------- | ------------------ | ---- | ---- | ---- |
| 初出走        | 2006年1月29日  | 1回東京2日8R  | ゆりかもめ賞               | マイネルクリプト   | 8頭  | 8    | 6着  |
| 初勝利        | 2006年3月25日  | 1回中京7日2R  | 3歳未勝利                  | シャンフェン       | 16頭 | 4    | 1着  |
| 重賞初出走    | 2008年4月12日  | 3回中山5日11R | ニュージーランドトロフィー | タマモスクワート   | 16頭 | 15   | 9着  |
| 重賞初勝利    | 2014年5月6日   | 4回園田2日10R | 兵庫チャンピオンシップ     | エキマエ           | 12頭 | 2    | 1着  |
| JRA重賞初勝利 | 2015年11月8日  | 5回東京2日11R | アルゼンチン共和国杯       | ゴールドアクター   | 18頭 | 1    | 1着  |
| GI初出走      | 2010年11月21日 | 6回京都6日11R | マイルチャンピオンシップ   | キョウエイストーム | 18頭 | 18   | 14着 |
| GI初勝利      | 2015年12月27日 | 5回中山8日11R | 有馬記念                   | ゴールドアクター   | 16頭 | 8    | 1着  |

### 主な管理馬
※括弧内は当該馬の優勝重賞競走、太字はG1級競走
- エキマエ（2014年兵庫チャンピオンシップ）
- ゴールドアクター （2015年アルゼンチン共和国杯、有馬記念、2016年日経賞、オールカマー）
- マジックタイム （2016年ダービー卿チャレンジトロフィー、ターコイズステークス）

### 年度別成績
中川公成の年度別成績（netkeiba.com）を参照